# The Talented Mr. Ripley
The Talented Mr. Ripley er en amerikansk film fra 1999 instrueret og skrevet af Anthony Minghella og baseret på Patricia Highsmiths roman af samme navn. Filmen har Matt Damon i titelrollen som Tom Ripley og har desuden Jude Law, Gwyneth Paltrow og Philip Seymour Hoffman på rollelisten. Jude Law blev nomineret til en Oscar for bedste mandlige birolle og vandt en BAFTA Award. Minghella vandt en Writers Guild of America Award for sit manuskript.

## Medvirkende
- Matt Damon
- Gwyneth Paltrow
- Jude Law
- Cate Blanchett
- Philip Seymour Hoffman
- Jack Davenport

## Ekstern henvisning
- The Talented Mr. Ripley på Internet Movie Database (engelsk)
- The Talented Mr. Ripley på Filmdatabasen
- The Talented Mr. Ripley på Scope
- The Talented Mr. Ripley i Svensk Filmdatabas (svensk)
- The Talented Mr. Ripley på AlloCiné (fransk)
- The Talented Mr. Ripley på MovieMeter (nederlandsk)
- The Talented Mr. Ripley på AllMovie (engelsk)
- The Talented Mr. Ripley hos American Film Institute (engelsk)
- The Talented Mr. Ripleys profil hos Encyclopædia Britannica Online (engelsk)
- The Talented Mr. Ripley på Turner Classic Movies (engelsk)